# Montgomery County (Texas)
Das Montgomery County ist ein County im US-Bundesstaat Texas. Das U.S. Census Bureau hat bei der Volkszählung 2020 eine Einwohnerzahl von 620.443 ermittelt. Der Sitz der County-Verwaltung (County Seat) befindet sich in Conroe.

## Geographie
Das County liegt im Osten von Texas, im Südosten etwa 70 km vom Golf von Mexiko und im Osten etwa 100 km von Louisiana entfernt und gehört zur Metropolregion Greater Houston. Es hat eine Fläche von 2789 Quadratkilometern, wovon 85 Quadratkilometer Wasserfläche sind. Es grenzt im Uhrzeigersinn an folgende Countys: Walker County, San Jacinto County, Liberty County, Harris County, Waller County und Grimes County.

## Geschichte
Montgomery County wurde am 14. Dezember 1837 aus Teilen des Washington County gebildet. Benannt wurde es nach Montgomery, der größten Ansiedlung, als das County gebildet wurde. Dieser Ort wiederum trug seinen Namen zu Ehren von Richard Montgomery, der General in der Kontinentalarmee während des Amerikanischen Unabhängigkeitskriegs war und die Invasion von Kanada kommandierte.
Eine Stätte im County ist im National Register of Historic Places („Nationales Verzeichnis historischer Orte“; NRHP) eingetragen (Stand 27. November 2021), die Kirbee Kiln Site.

## Demografische Daten

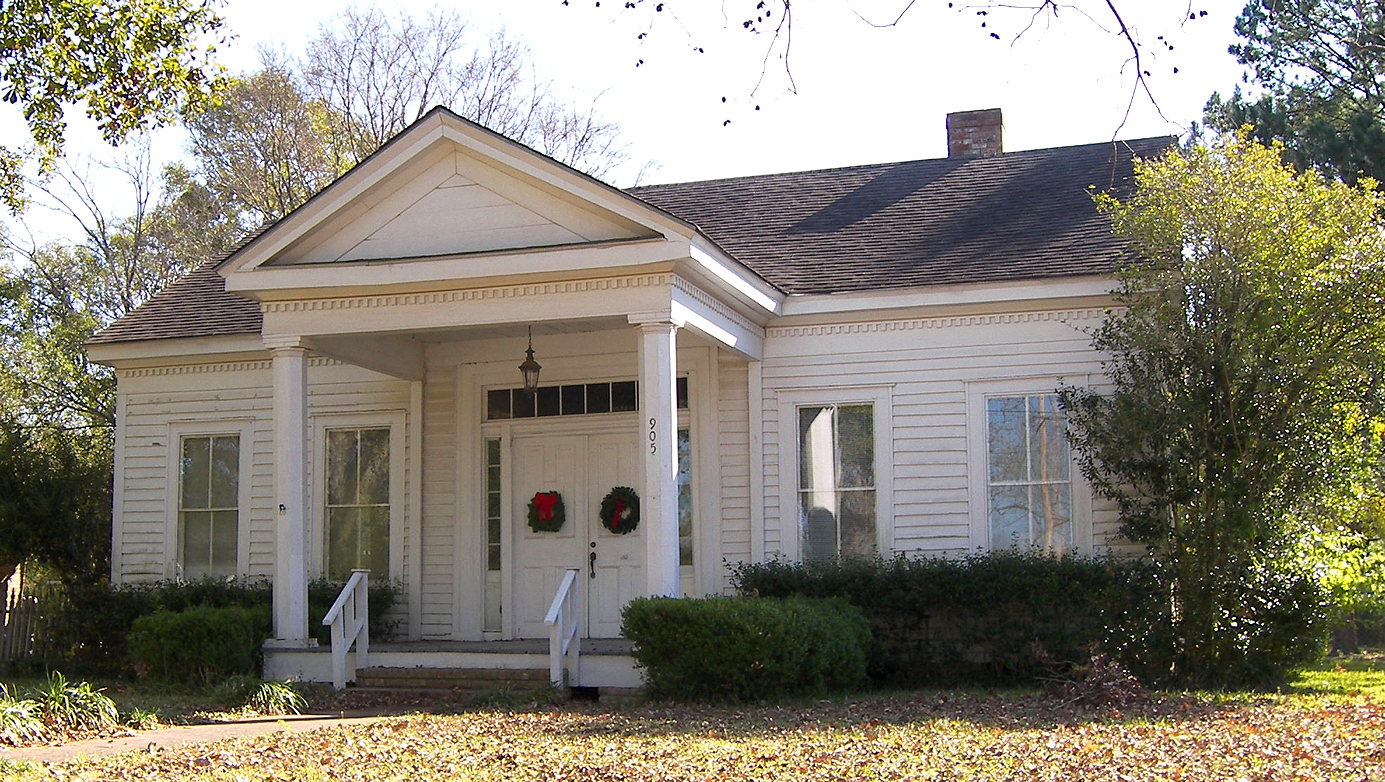
Das Arnold-Simonton House, gelistet im NRHP mit der Nr. 79002996

Nach der Volkszählung im Jahr 2000 lebten im Montgomery County 293.768 Menschen; es wurden 103.296 Haushalte und 80.157 Familien gezählt. Die Bevölkerungsdichte betrug 109 Einwohner pro Quadratkilometer. Ethnisch betrachtet setzte sich die Bevölkerung zusammen aus 88,25 Prozent Weißen, 3,49 Prozent Afroamerikanern, 0,47 Prozent amerikanischen Ureinwohnern, 1,11 Prozent Asiaten, 0,03 Prozent Bewohnern aus dem pazifischen Inselraum und 4,86 Prozent aus anderen ethnischen Gruppen; 1,79 Prozent stammten von zwei oder mehr Ethnien ab. 12,65 Prozent der Einwohner waren spanischer oder lateinamerikanischer Abstammung.
Von den 103.296 Haushalten hatten 40,6 Prozent Kinder oder Jugendliche, die mit ihnen zusammen lebten. 64,2 Prozent waren verheiratete, zusammenlebende Paare, 9,5 Prozent waren allein erziehende Mütter und 22,4 Prozent waren keine Familien. 18,3 Prozent waren Singlehaushalte und in 6,2 Prozent lebten Menschen im Alter von 65 Jahren oder darüber. Die durchschnittliche Haushaltsgröße betrug 2,83 und die durchschnittliche Familiengröße betrug 3,21 Personen.
29,5 Prozent der Bevölkerung war unter 18 Jahre alt, 8,0 Prozent zwischen 18 und 24, 30,6 Prozent zwischen 25 und 44, 23,1 Prozent zwischen 45 und 64 und 8,7 Prozent waren 65 Jahre alt oder älter. Das Medianalter betrug 34 Jahre. Auf 100 weibliche Personen kamen 98,4 männliche Personen und auf 100 Frauen im Alter von 18 Jahren oder darüber kamen 95,4 Männer.

Das jährliche Durchschnittseinkommen eines Haushalts betrug 50.864 US-Dollar, das Durchschnittseinkommen einer Familie betrug 58.983 USD. Männer hatten ein Durchschnittseinkommen von 42.400 USD, Frauen 28.270 USD. Das Prokopfeinkommen betrug 24.544 USD. 7,1 Prozent der Familien und 9,4 Prozent der Einwohner lebten unterhalb der Armutsgrenze.

## Städte und Gemeinden
- Beach
- Bobville
- Camp Strake
- Conroe
- Cut and Shoot
- Dacus
- Decker Prairie
- Dobbin
- Dogwood Acres
- Grangerland
- Lakeland
- Magnolia
- Montgomery
- New Caney
- Panorama Village
- Panther Creek
- Patton
- Pinehurst
- Porter
- Sorters
- Splendora
- Spring
- Tamina
- The Woodlands
- Timberlane Acres
- Willis
- Woodbranch
- Woody Acres